# 1924 en sport automobile
Chronologie du Sport automobile

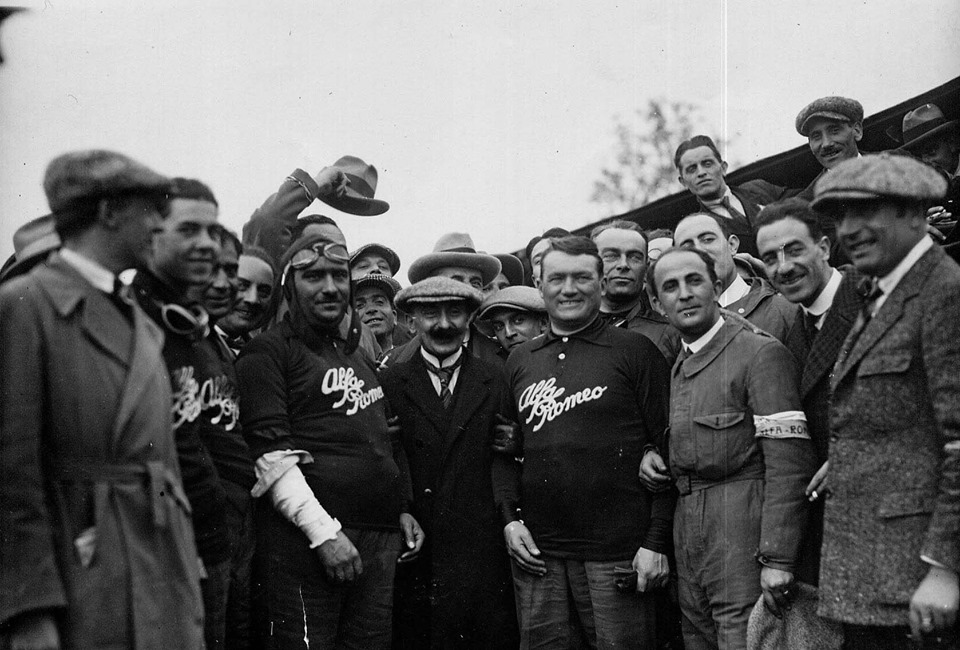

1923 en sport automobile - 1924 en sport automobile - 1925 en sport automobile

## Les faits marquants de l'année1924enSport automobile
- Le Belge Jacques Edouard Ledure remporte le Rallye automobile Monte-Carlo sur une Bignan.

## Par mois

### Avril
- 27 avril : Targa Florio.

### Mai
- 30 mai : 500 miles d'Indianapolis. Les pilotes américains Lora Corum (en) et Joe Boyer s'imposent sur une Duesenberg.

### Juin
- 14 juin : départ de la seconde édition des 24 Heures du Mans.
- 15 juin : victoire de John Duff et Frank Clement aux 24 Heures du Mans sur une Bentley.

### Juillet
- 6 juillet : à Arpajon, René Thomas établit un nouveau record de vitesse terrestre : 230,64 km/h.
- 12 juillet : à Arpajon, Ernest A. D. Eldridge établit un nouveau record de vitesse terrestre : 234,98 km/h.
- 13 juillet : Grand Prix automobile de Pescara.

### Août
- 3 août : Grand Prix de France à Lyon. Le pilote italien Giuseppe Campari s'impose sur une Alfa Romeo.

### Septembre
- 24 septembre : à Pendine Sands, Malcolm Campbell établit un nouveau record de vitesse terrestre : 235,22 km/h.

### Octobre
- 19 octobre : Grand Prix d'Italie à Monza. Le pilote italien Antonio Ascari s'impose sur une Alfa Romeo.

## Naissances
- 6 janvier : Dick Rathmann, pilote automobile américain de NASCAR et de Formule 1. († 1er février 2000).
- 12 janvier : Olivier Gendebien, pilote automobile belge. († 2 octobre 1998).

- 15 janvier : Jean-Marie Brussin, coureur automobile, († 21 juin 1958).
- 6 février : Charles W. "Chuck" Parsons, pilote automobile américain. († 3 janvier 1999).
- 10 mars : Giovanni de Riu, pilote automobile italien, († 11 décembre 2008).
- 3 mai : Ken Tyrrell, pilote automobile britannique, fondateur et directeur sportif de l'écurie de Formule 1 Tyrrell. († 25 août 2001).
- 28 juillet : Luigi Musso, pilote automobile italien, († 6 juillet 1958).

- 11 septembre : José Behra, pilote de rallye et de circuit français. († 16 novembre 1997).
- 15 septembre : Jimmy Murphy, pilote automobile américain. († 12 septembre 1894).
- 24 octobre : George Amick, pilote automobile américain, († 4 avril 1959).
- 7 décembre : John Love, pilote automobile rhodésien.  († 25 avril 2005).

## Décès
- 2 septembre : Joe Boyer, pilote automobile américain, (° 12 mai 1890).
- 15 septembre : Jimmy Murphy, pilote automobile américain. (° 12 septembre 1894).
- 19 octobre : Louis Zborowski, pilote automobile britannique d'origine polonaise, (° 20 février 1895).